# Platyhedyle
Platyhedyle is een geslacht van weekdieren uit de klasse van de Gastropoda (slakken).

## Soort
- Platyhedyle denudata Salvini-Plawen, 1973